# Delta Andromedae
Désignations
Delta Andromedae (δ And / δ Andromedae) est un système d'étoile triple dans la constellation d'Andromède. D'après les mesures de parallaxe annuelle effectuées par le satellite Hipparcos, elle se trouve à 105,5 ± 0,5 a.l. (∼ 32,3 pc) de la Terre.
Le composant primaire, δ Andromedae A est une géante orange de type K, avec une magnitude apparente de +3,27. Cette binaire spectroscopique a une période assez longue, celle-ci étant d'environ 15 000 jours, soit 41 ans. Son compagnon, δ Andromedae B, de treizième magnitude, est séparé du composant primaire de 28,7 secondes d'arc.